# Cornwall
Cornwall (kornsky Kernow) je anglické nemetropolitní, ceremoniální a tradiční hrabství. Rozkládá se na nejzápadnějším poloostrově Anglie a na východě je odděleno od hrabství Devon řekou Tamar. Administrativním centrem je největší město hrabství, Truro. Ceremoniální a tradiční hrabství Cornwall zahrnuje se souostrovím Scilly (které však již netvoří přímou součást nemetropolitního hrabství), ležícím 45 km od pobřeží, území o rozloze 3 563 km². Populace Cornwallu dosahuje přibližně 576 tisíc obyvatel.
Cornwall je znám svou divokou a pustou krajinou, rozsáhlým a rozmanitým pobřežím stejně jako mírným klimatem. Pro světové dědictví je důležitý památkami z cornwallské doby kamenné a industriální archeologií (historická hornická krajina). Je domovinou cornwallského národa, považovaného cornwallskými a keltskými politickými skupinami za jeden ze šesti keltských národů. Přestože turistika tvoří významný podíl na místní ekonomice, je Cornwall jednou z nejchudších oblastí Spojeného království.

## Etymologie
Název Cornwall pochází ze dvou termínů různých jazyků. Římané nazývali keltský kmen, který území obýval, Cornovii. Jméno pochází od britských Keltů (Britonů), kteří území nazývali Kernow. V latině znamená corn roh či poloostrov, stejně jako v keltském jazyce *cernu-. Oba výrazy tak naznačují tvar Cornwallu. Kolem roku 700 př. n. l. byl znám název Cornubia, znamenající lid z poloostrova a tento název zůstal až do středověku. Během 6. a 7. století přidali Anglosasové příponu wealas, znamenající cizinci, čímž vznikl termín Corn-wealas. Nicméně je třeba toto chápat tak, že označení wealas používali Anglosasové pro všechny keltské kmeny a země, které za cizince považovali. Později byl Cornwall nazýván Západní Wales a dnešní Wales coby Severní Wales.

## Geografie

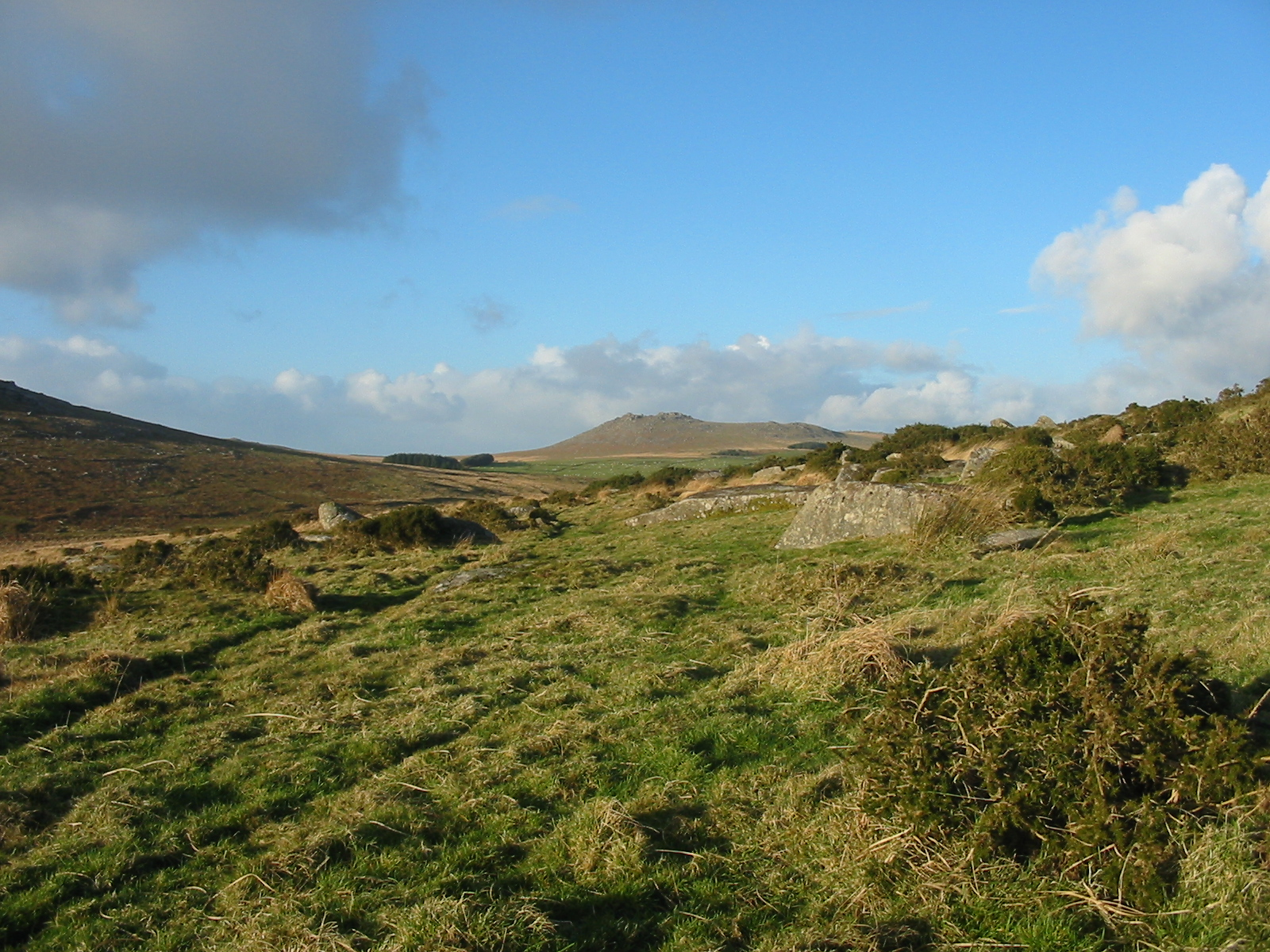
Nejvyšší bod Cornwallu

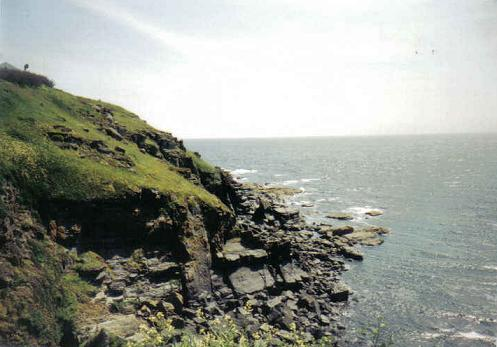
Poloostrov Lizard

Cornwallský poloostrov tvoří jihozápadní špičku Velké Británie, mys Lizard Point je nejjižnějším bodem Velké Británie a mys Land’s End je nejzápadnějším bodem Anglie. Poloostrov  je vystaven často větrům vanoucím z Atlantiku. Protože je pobřeží tvořeno odolnými horninami, vznikají na mnoha místech působivé útesy. Severní pobřeží, více nechráněné, má divočejší přírodní ráz. Nejvyšším útesem je High Cliff mezi Boscastlem a St Gennys o výšce 224 metrů. Nicméně je na pobřeží mnoho pláží se zlatým pískem, důležitých pro cestovní ruch, jako jsou Bude, St. Agney, St. Ives, Perranporth, Porthtowan, Polzeath, Fistral Beach, Lusty Beach Glaze a Waergatea Bay u Newquay. V jediném větším říčním ústí řeky Camel jsou přístavy Padstow a Rock. Jižní břeh, více chráněný, je přezdívaný riviera. Několik širokých ústí řek poskytuje bezpečí přístavům, jako např. Falmouth a Powey. Pláže však mají hrubší písek s roztroušenými oblázky a skalnatými částmi.
Vnitrozemí tvoří hřbet východozápadního směru, neúrodná a odkrytá (bez porostu) vysočina s žulovými intruzemi, jako je Bodmin Moor, nejvyšší vnitrozemský bod. Dalšími intruzemi je území severně St. Austellu, oblast kolem Camborne a poloostrov Penwith (Land’s End). Pokračují jak na východ – Dartmoor v hrabství Devon, tak na západ – ostrovy Scilly, kde jsou částečně zatopeny mořem. Intruze žuly do okolních sedimentárních hornin způsobily vyšší stupeň rozsáhlé metamorfózy a mineralizace. Tak se Cornwall stal jednou z nejdůležitějších důlních oblastí v Evropě, kde byl těžen cín společně s mědí, olovem, zinkem a stříbrem již v době bronzové a těžba cínu pokračovala až do začátku 20. století. Zvětrávání žuly dalo vzniknout rozsáhlým ložiskům kaolinu, zvláště na sever od St. Austellu.
Vysočina je obklopena úrodnou půdou, využívanou zejména pro pastevectví. Na jižním břehu hluboká zalesněná údolí poskytují podmínky pro flóru mírného vlhkého klimatu. Podloží tvoří převážně devonské pískovce a břidlice. Na severovýchodu jsou v podloží karbonské horniny, známé jako Culm Measuresy. Na několika místech, jako je např. Crackington Haven a další jsou dobře pozorovatelné účinky eroze.
Poloostrov Lizard je jediným příkladem britských ofiolitových hornin. Tmavozelené a červené prekambrické serpentinity tvoří velkolepé útesy (Kynance Cove). Vyřezávané a leštěné serpentinitové ozdoby se prodávají v místních obchodech s dárkovými předměty. Tato ultramafická hornina tvoří velmi neúrodnou půdu, pokrývající plochá a bažinaté vřesoviště vnitrozemí poloostrova. Jsou však domovem vzácných rostlin, např. vřesovce těkavého, který byl přijat jako symbol hrabství.
Cornwall má relativně teplé a suché klima. Zimy jsou mírné a kromě centrálních náhorních oblastí bez mrazu a sněhu. Průměrná roční teplota je od 9,8 do 12 °C. Mírné a vlhké větry od Atlantiku přinášejí relativně vysoké srážky, kolem 1 290 mm ročně. Většina Cornwallu se těší z více než 1541 hodin slunečního svitu ročně.

## Historie

Keltské kmeny na území Cornwallu

Historie začíná osídlením Británie po poslední době ledové. Předřímští obyvatelé hovořili keltským jazykem, z kterého se vyvinula bretonština a kornština. Po ukončení římské nadvlády se Cornwall vrátil pod nezávislé keltské náčelníky. První popis Cornwallu pochází od řeckého dějepisce Diodóra Sicilského (90 př. n. l. – asi 27 př. n. l.): „Obyvatelé této části Británie se nazývají Belerion (konec země), díky jejich styku s cizími obchodníky jsou civilizovaní. Umí vyrobit cín, velmi pečlivě obdělávají zemi. Obchodníci zde nakoupí cín a převážejí jej do Galie po cestě trvající 30 dní až k ústí Rýna“. Není známa etnicita těchto obchodníků, mohlo by se jednat o Féničany, nicméně důkazy pro tento názor neexistují.
V raném středověku se Cornwall dostal do konfliktu s královstvím Wessex. V letopisech Annales Cambriae je zpráva, že roku 722 Keltové z Cornwallu vyhráli bitvu u Hehilu. Není ovšem uvedeno, nad kým zvítězili. V roce 814 wessexský král Ecgberht zpustošil Západní Wales (tj. Cornwall). Anglosasové se střetli roku 825 s Velšany, pravděpodobně z Cornwallu a Devonu. Roku 838 byli obyvatelé Cornwallu spolu se svými dánskými spojenci poraženi králem Ecgberhtem u Hengestesdune (patrně dnešní Hingston Down). V letech 880 království Wessex získalo kontrolu nad částí Cornwallu, kde měl majetky Alfréd Veliký. Roku 1120 píše William z Malmesbury, že král Æthelstan (924–939) upevnil hranici mezi lidem Anglie a Cornwallu na řece Tamar a nastolil vzájemnou rovnost.
Cornwall byl zřejmě pohlcen Anglií za vlády Eduarda III. Vyznavače (1042–1066), kdy tvořil část Godwinova, později Haroldova hrabství Wessex. Nativní cornwallská třída velkostatkářů byla nahrazena anglosaskými. Po dobytí většiny země Normany se moci chopila normanská šlechta, zejména hrabě Robert z Mortain, nevlastní bratr krále Viléma Dobyvatele, druhý největší majitel půdy po králi. Později byli Normané nahrazeni corn-normanskou elitou.

## Politika a administrativa

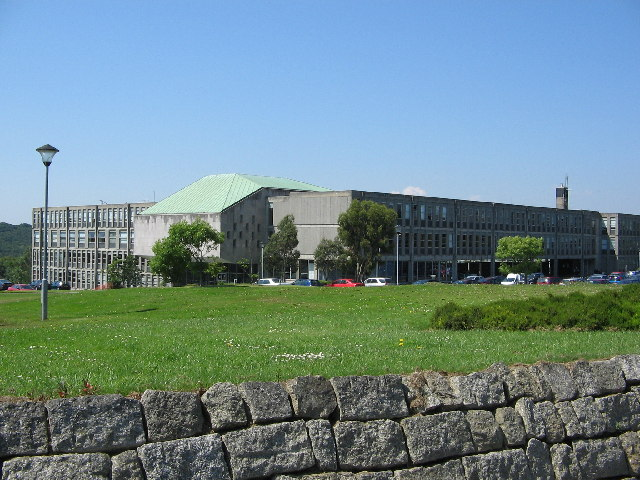
Council ve městě Truro

Ve všeobecných volbách v roce 2005 bylo z Cornwallu zvoleno pět poslanců do Dolní sněmovny, všichni za Liberální demokracii. Nově pro další volby byl vytvořen šestý parlamentní volební obvod. Administrativním centrem hrabství je Truro. Rada hrabství má 82 křesel, většinu mají liberální demokraté (volby 2005).
Hrabství bývalo rozděleno na šest distriktů s 249 křesly pro zastupitele. Od východu na západ to byly North Cornwall, Caradon, Restormel, Carrick, Kerrier a Penwith. Nejčastější zastoupení v radách vždy mívali liberální demokraté, konzervativci a nestraníci. Ostrovy Scilly, kdysi podléhající okresní administrativě Cornwallu, mají postavení separátní unitary authority. Nicméně pro mnoho ceremoniálních a administrativních jednání stále podléhají správě Cornwallu (například policie). Dne 25. července 2007 bylo přijato vládou nařízení, které stanovilo jednotný systém a šest okresních rad bylo v roce 2009 sloučeno s radou hrabství v rámci strukturálních změn administrativní správy Anglie. Od té doby je tak celý Cornwall jedinou unitary authority, přičemž souostroví Scilly zůstalo druhou unitary authority.
Hlavní registrované strany ve volbách jsou konzervativci, labouristé, liberální demokraté, strana Mebyon Kernow a UKIP. Existují i nezávislá hnutí, bojující za větší autonomii pro keltské národy. Cornwallští nacionalisté založili v roce 1951 stranu Mebyon Kernow a později stranu Cornisch Nationalist Party. Navíc zde existují zájmové skupiny, jako je Cornisch Stannary Parliament či Celtic League. V listopadu 2000 vzniklo cornwallské ústavodárné shromáždění, organizace sdružující zástupce soukromého sektoru, veřejnosti a nezávislých, nikoli však zástupce politických stran. Do prosince 2001 bylo při jejich kampani sebráno 41 650 podpisů obyvatel Cornwallu podporujících deklaraci o vyhlášení oblastního cornwallského shromáždění. Tuto petici podpořilo i 8896 obyvatel mimo hrabství.

## Vlajka
Vlajka Saint Piran’s je považována za vlajku Cornwallu a za symbol cornwallského lidu. Jde o bílý kříž na černém pozadí. Bílá barva znamená odraz bílého cínu na černém uhlí nebo na černé cínové rudě. Též je chápána jako světlo pravdy zářící skrze temnotu zla. Dle další teorie představuje bílá barva magmatické/metamorfované horniny jako je žula či břidlice, zatímco černé pozadí jsou zvětralé devonské břidlice a karbonský pískovec (obě horniny mají černou či prošedivělou barvu). Historický zápis z roku 1880 uvádí, že Saint Piran’s je starobylou standartou cornwallského lidu. Vlajka je obrácenou bretoňskou státní vlajkou, známou pod názvem Kroaz Du. Den St. Piran’s – 5. březen – je cornwallskou diasporou oslavován po celém světě.

## Ekonomika

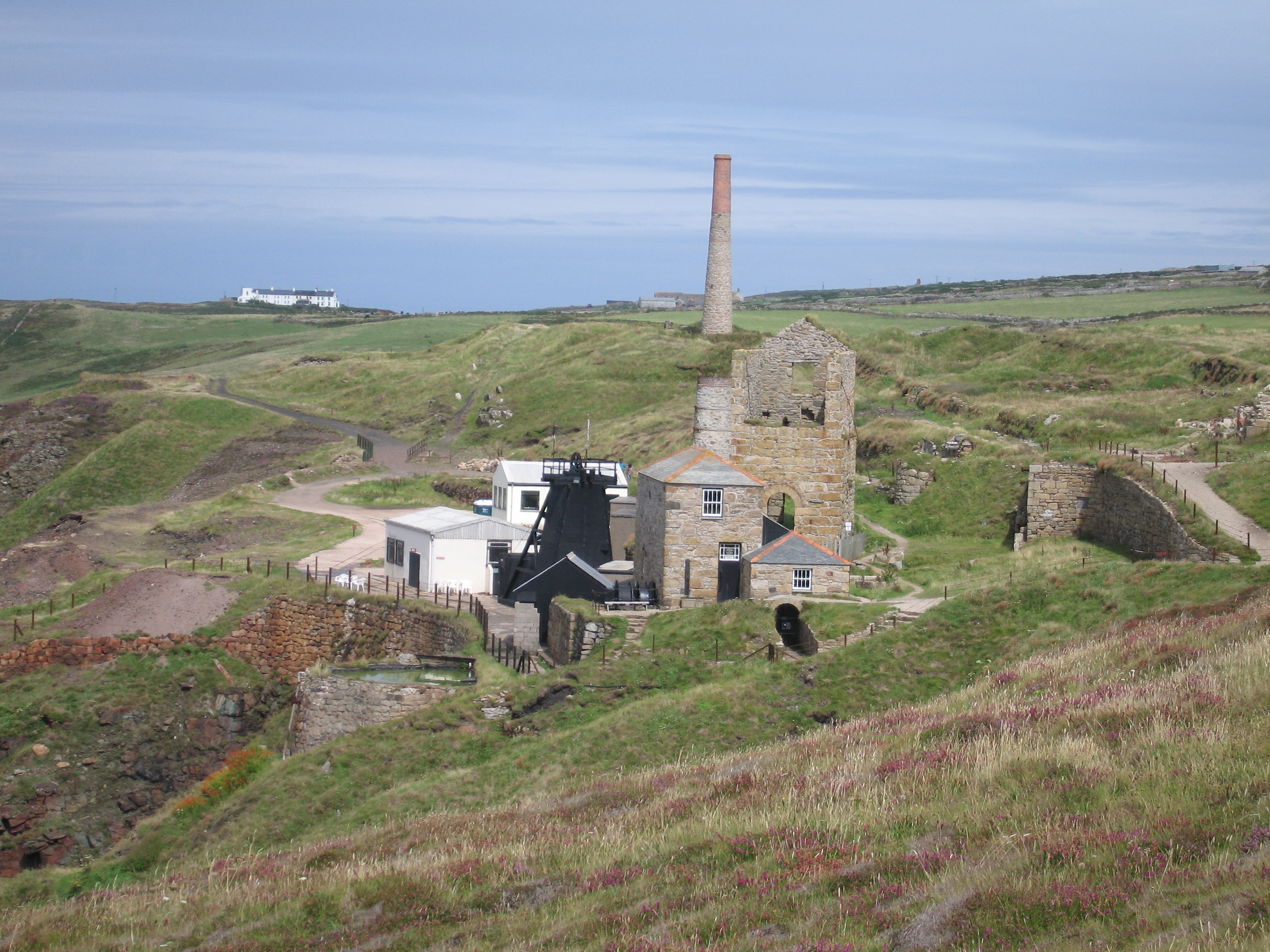
Levant Mine – důl na cín a měď, uzavřen 1930

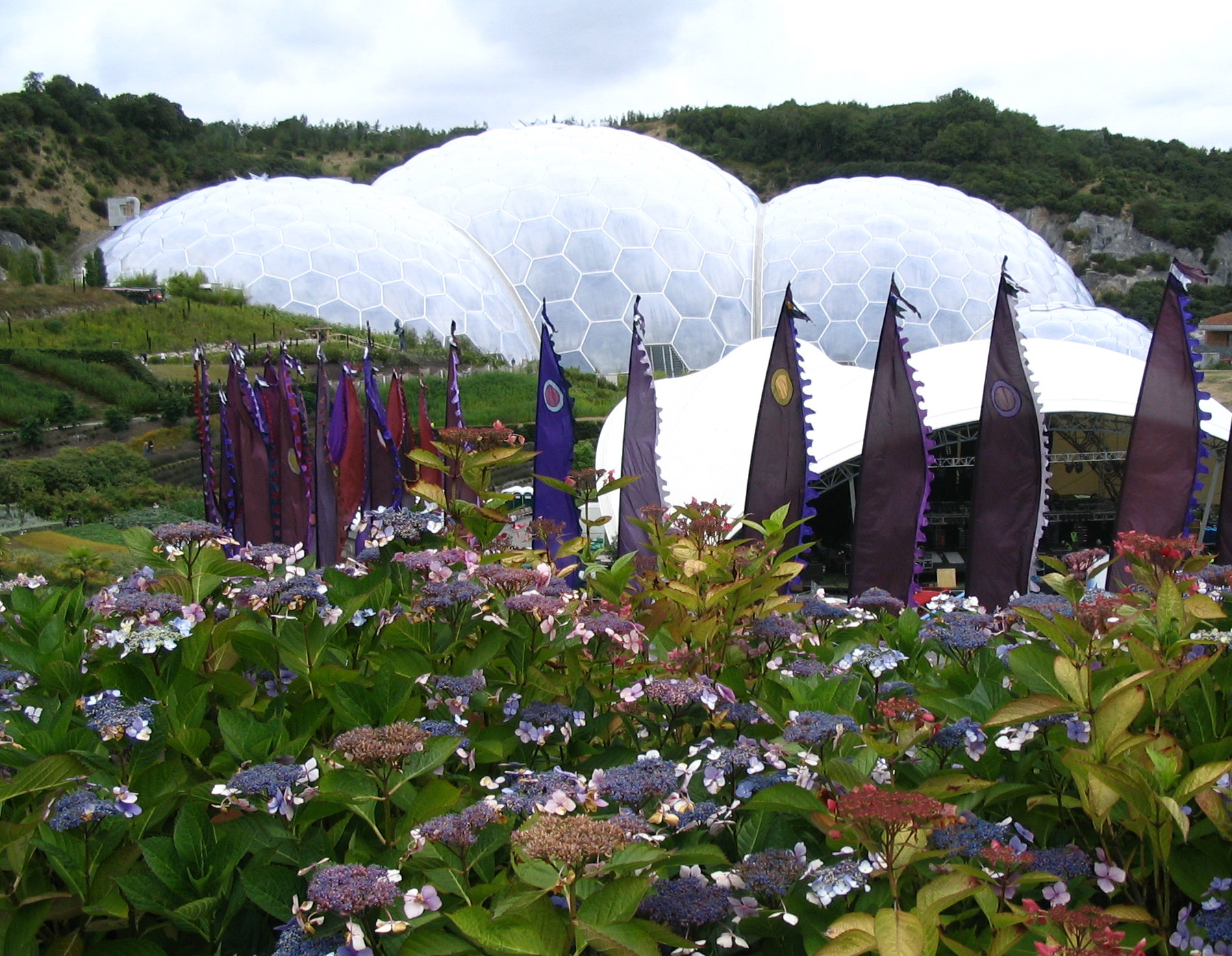
Eden Project poblíž St Austellu. Co do počtu návštěvníků nejnavštěvovanější turistická atrakce v Cornwallu

Cornwall je jednou z nejchudších oblastí Velké Británie. GVA v roce 2004 dosáhl pouze 64 % celostátního průměru a GDP na hlavu v Cornwallu a na Isles Scillies byl 79,2 % průměru EU-27 v roce 2004, zatímco ve Velké Británii to bylo 123 %. Cornwall je jednou ze čtyř oblastí Velké Británie, která má nárok na dotace z EU. Byl mu udělen status Objective One. Díky tomu v posledních letech významně rostla tvůrčí průmyslová odvětví, jako je grafický design, návrhy výrobků, webový design, design obalů, environmentální design, architektura, fotografie a umělecká řemesla. Další kolo financování proběhlo v rámci financování konvergence.
Důležitým v historii bylo dolování cínu. První odkaz týkající se dolování pochází zřejmě od Pýthea. Též Julius Caesar se zmiňuje o obchodu s cínem, který však během římské okupace poklesl. Znovu ožil ve středověku. Rebelie v roce 1497 je připisována cornwallským horníkům. V polovině 19. století však obchod s cínem upadl znovu. Dnes přežívají opuštěné doly jen jako svědkové světového dědictví. Přesto však je Camborne School of Mines stále světově významná v oboru dolování a grant v rámci světového dědictví přilákal financování směřující k zachování tohoto odkazu a pro turistiku.
Dnes je ekonomika silně závislá na úspěšném cestovním ruchu, který tvoří kolem čtvrtiny příjmů. Unikátní kultura, velkolepá krajina a mírné klima z něho dělá populární cíl turistů navzdory tomu, že je vzdálen od hlavních center turistiky.
Obklopený ze tří stran mořem má Cornwall míle pláží a útesů. Další turistické atrakce zahrnují slatiny, venkovské zahrady a zalesněná údolí. Každoročně navštíví Cornwall pět miliónů turistů, většinou z Velké Británie. Návštěvníci jsou odbavováni na letištích Newquay a Plymouth, zatímco privátní letadla, charterové lety a helikoptéry na letišti Perranporth, lůžkové vlaky a denní vlaky jezdí mezi Cornwallem a Londýnem. Newquay a Porthtowan jsou populární cíle surfařů. V posledních letech zaznamenal finanční úspěch projekt „Eden“ blízko St. Austellu, který přilákal každého osmého návštěvníka.
Další průmyslové odvětví je rybolov, ačkoli byl poškozen rybářskou politikou EU (rybářský průmysl začala oživovat Southwest Handline Fisherman’s Association), a zemědělství, které však též zaznamenalo pokles produkce. V oblasti St. Austell byla důležitým průmyslovým odvětvím těžba kaolinu. Větší míra mechanizace i v této oblasti znamenala pokles pracovních příležitostí.

## Vzdělání
Cornwall má kompletní vzdělávací systém s 31 státními a 8 nezávislými středními školami. Jsou tam tři FE vysoké školy – Penwith College, Cornwall College (v bývalém domově Camborne School of Mines) a Truto College. Ostrovy Scilly mají jen jednu školu. Nejvíce obyvatel navštěvujících školy má oblast Restormel, v průměru kolem 200, nikdy však počet studentů nepřekročil 270. Vyšší vzdělání poskytuje University College Faflmouth, Combined Universities v Cornwallu (včetně Camborne School of Mines) a dále výše uvedené vysoké školy.

## Náboženství
Mnoho místních jmen, nazváno podle svatých, je spojeno s křesťanskými misionáři, kteří je popisovali na svých cestách z Irska a Walesu v 5. století. Historická věrohodnost některých misionářů se však jeví jako problematická. V 16. století proběhla vzpoura při nahrazení římského katolicismu anglikánskou vírou v roce 1549. Později, od 18. století do poloviny 20. století byl vedoucí formou křesťanství v Cornwallu metodismus. Anglikánská diecéze byla v Truru zřízena v roce 1876. Za svatého patrona Cornwallu je považován sv. Piran.

## Kultura

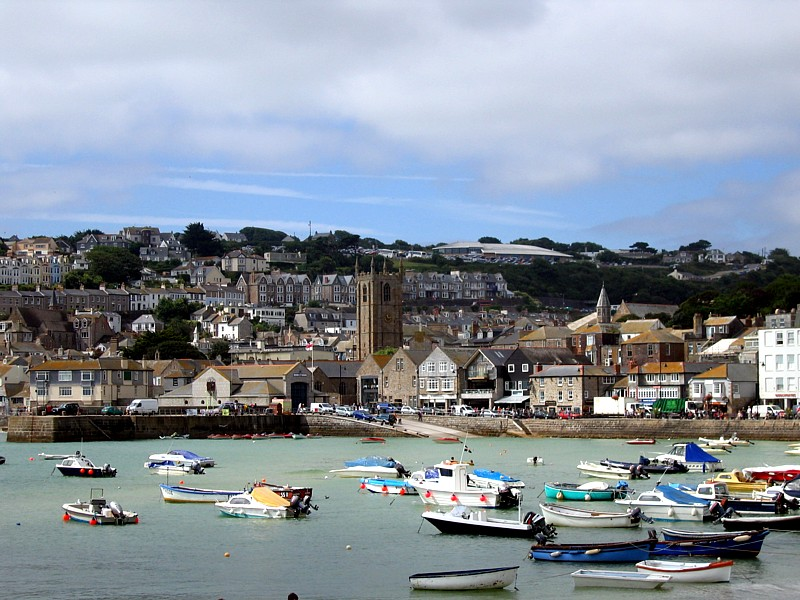
Přístav St. Ives

### Jazyk
Kornština je jazyk příbuzný s velštinou a bretonštinou, méně pak s irštinou, skotskou keltštinou a manštinou. Do 18. století postupně vymizela (vymřela). Studie z roku 2000 uváděla, že kolem 300 lidí mluvilo plynule kornštinou. V současnosti jich bude už daleko více, protože nadšenci ve 20. století jí začali opět hovořit a psát. V současnosti (květen 2017) jí plynně hovoří už několik tisíc osob ve Velké Británii a to včetně malých dětí – je to jejich mateřština. Nicméně tento jazyk neměl žádné právní postavení v rámci Spojeného království až do roku 2002, kdy byl uznán minoritním jazykem a v roce 2005 získal omezené státní financování. Přesto je však vyučovacím jazykem už na 12 národních školách a příležitostně je používán při náboženských či občanských obřadech. Dva ze současných členů parlamentu Spojeného království, Andrew George (poslanec za St. Ives) a Dan Rogerson (poslanec za North Cornwall), opakovali svou parlamentní přísahu v kornštině.

### Literatura

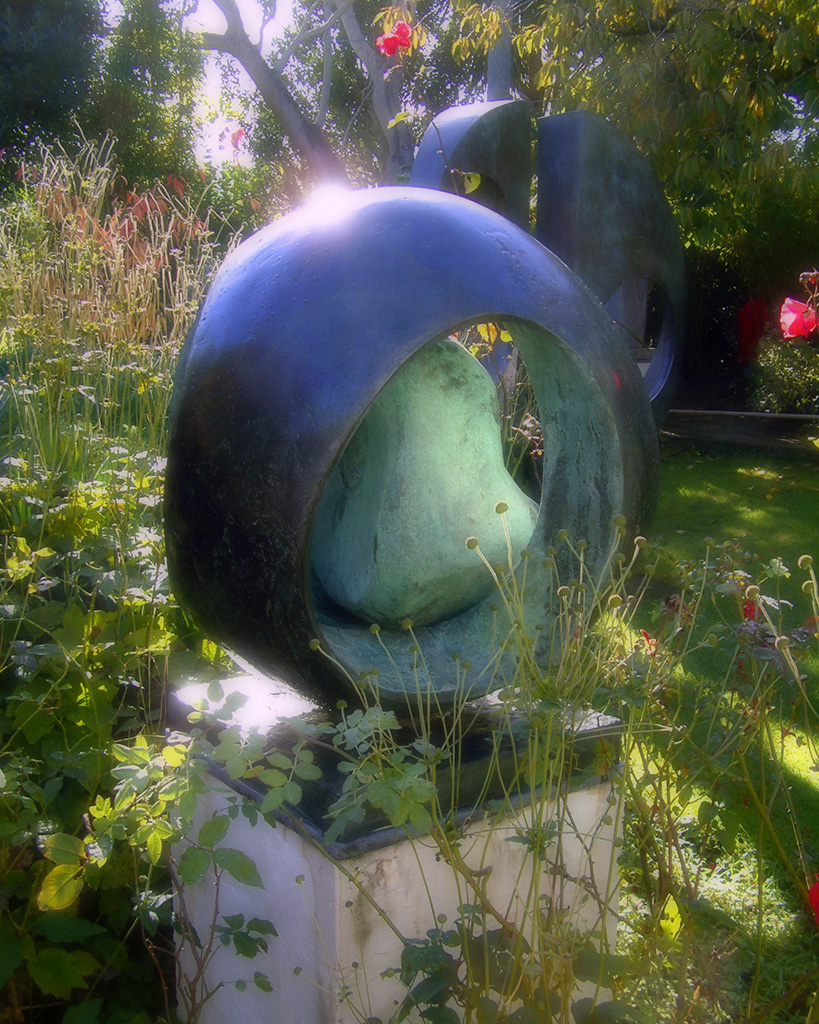
Skulptury od Barbory Hepworth na zahradě v St.Ives

### Výtvarné umění
Umělecká aktivita byla zpočátku soustředěna na kolonii Newlyn, aktivní zejména na přelomu století, k níž lze přiřadit jména Stanhope Forbes, Elizabeth Forbes, Norman Garstin a Lamorna Birch. Malíř Ben Nicholson, žil od 20. let 20. století se svojí manželkou, sochařkou Barborou Hepworth v St. Ives až do propuknutí druhé světové války. Byli spojeni s ruským emigrantem Naumem Gabo a dalšími umělci, jako Petr Lanyon, Terry Frost, Patrick Heron, Bryan Wynter či Roger Hilton. V St. Ives najdeme také dům Leach Pottery, kde se Bernard Leach a jeho stoupenci inspirovali japonským studiovým hrnčířstvím.

### Hudba a festivaly

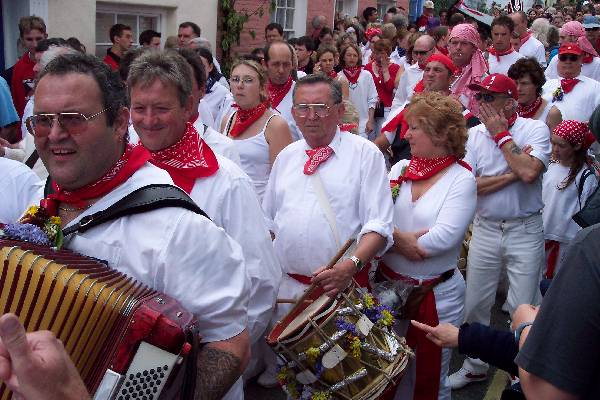
Průvod Obby Oss v Padstow

Cornwall má bohatou folklórní hudební tradici, která přežila až do současnosti. Mezi místní lidová uskupení patří Mummers Plays, Furry Dance v Helstonu a Obby Oss v Padstow. Jako u dalších bývalých důlních revírů v Británii jsou v Cornwallu velmi populární mužské pěvecké sbory a dechové kapely. Hudebníci z Cornwallu jsou pravidelnými účastníky v rámci keltských festivalů. V Cornwallu samém se koná lidový festival Perranporth’s Lowender Peran. Ze současných hudebníků vyrůstal v Cornwallu Richard D James (známý jako Aphex Twin). Luke Vibert (Wagon Christ, Plug fame) či Alex Parks se stali vítězi Fame Academy 2003. Roger Taylor, bubeník skupiny Queen, pochází z Cornwallu a momentálně žije poblíž Falmouthu. V severním Cornwalu pobývá se svojí rodinou americká zpěvačka a skladatelka písní Tori Amos.

## Sport a hry

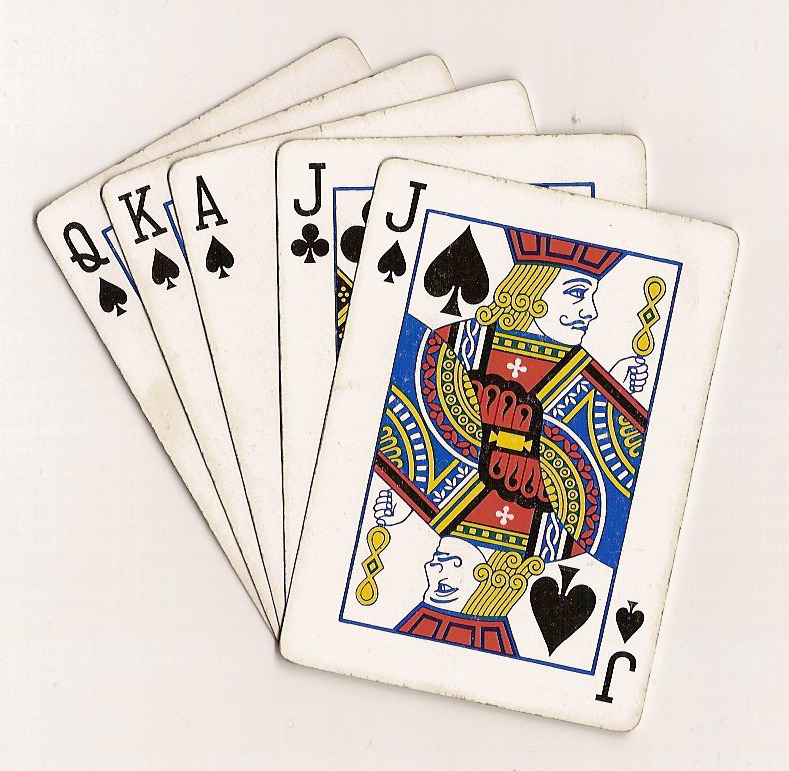
Euchre, pět nejvyšších karet ve hře

Mezi cornwallské národní sporty patří forma zápasu příbuzná s bretoňským zápasem a hurling, druh středověkého fotbalu hraného se stříbrnými míčem. Tento sport se hraje v St.Columb Major a St. Ives. Ačkoli nejpopulárnějším sportem zůstává ragby, v posledních letech zvyšuje svoji popularitu fotbal. Nejvíce fanoušků má Truro City FC, který hraje v National League South (6. nejvyšší soutěž). Truro City FC se stal vůbec prvním cornwallským klubem, který vyhrál FA Vase v roce 2007, když ve finále porazil AFC Tutton 3:1. Finále se hrálo na novém stadionu ve Wembley před 27 754 diváky, což byl nový soutěžní rekord. V sezóně 2008/09 klub přešel na profesionalismus.
Ačkoli se předpokládá, že ragby vzniklo na Rugby School na začátku 19. století, již roku 1602 popisuje Richard Carew hru ragby podobnou, kterou lze již odlišit od hurlingu. Cornwallští nadhazovači demonstrovali tento sport v Londýně několikrát v 17. století. Rugbyová unie v Cornwallu má více členů než fotbalová a má dva týmy v národní lize – Cornish Pirates, původní název Penzance & Newlyn RFU, a Launceston Rugby Club, zvaný Cornish All Blacks, který do ligy postoupil v sezóně 2006/07. V druhé národní lize hrají Redruth RFC, zvaní „Reds“. Nejnověji založeným klubem jsou Mounts Bay z Penzance. Cornwallský národní tým ragby, přezdívaný Trelawny’s Army, je na svých zápasech všude doprovázen zástupy fanoušků.
Cornwallský basketbalový tým Cougars je jediným zástupcem v National League, byl založen v St. Austell. Řadu fanoušků z Cornwallu má profesionální klub Plymouth Raiders z hrabství Devon, zástupce špičky britské ligy.
V letech 2001 až 2003 fungoval jediný profesionální tým ploché dráhy Trelawny Tigers, který jezdí na Clay County Moto Parc v hliništích u St. Austell.
Již z roku 1816 pochází odkaz na kriket v Cornwallu, který uvádí, že Sir William Pratt Call z rodu Whiteford organizoval v Stoke Climsland zápas proti Plymouth Garris. Klub County Criket hraje Minor Counties Championship, druhou soutěž struktuře National County.
Zásluhou rozsáhlého pobřeží jsou v Cornwallu populární pobřežní sporty, jako plachtění a surfování. Zvláště pro surfování nabízejí lokality, jako je Bude a Newquay jedno z nejlepších vlnobití ve Velké Británii. V roce 2006 hostil Cornwall mezikeltský Watersports Festival. Na ostrovech Scilly se každoročně koná světový šampionát ve veslování na lehkých člunech. Populární je i horolezectví na mořských útesech a karetní hra euchre. Jsou určitá tvrzení, že euchre je původem z Cornwallu. Jde o hru pro čtyři hráče ve dvou týmech a v Cornwallu existuje několik lig této karetní hry.

## Gastronomie

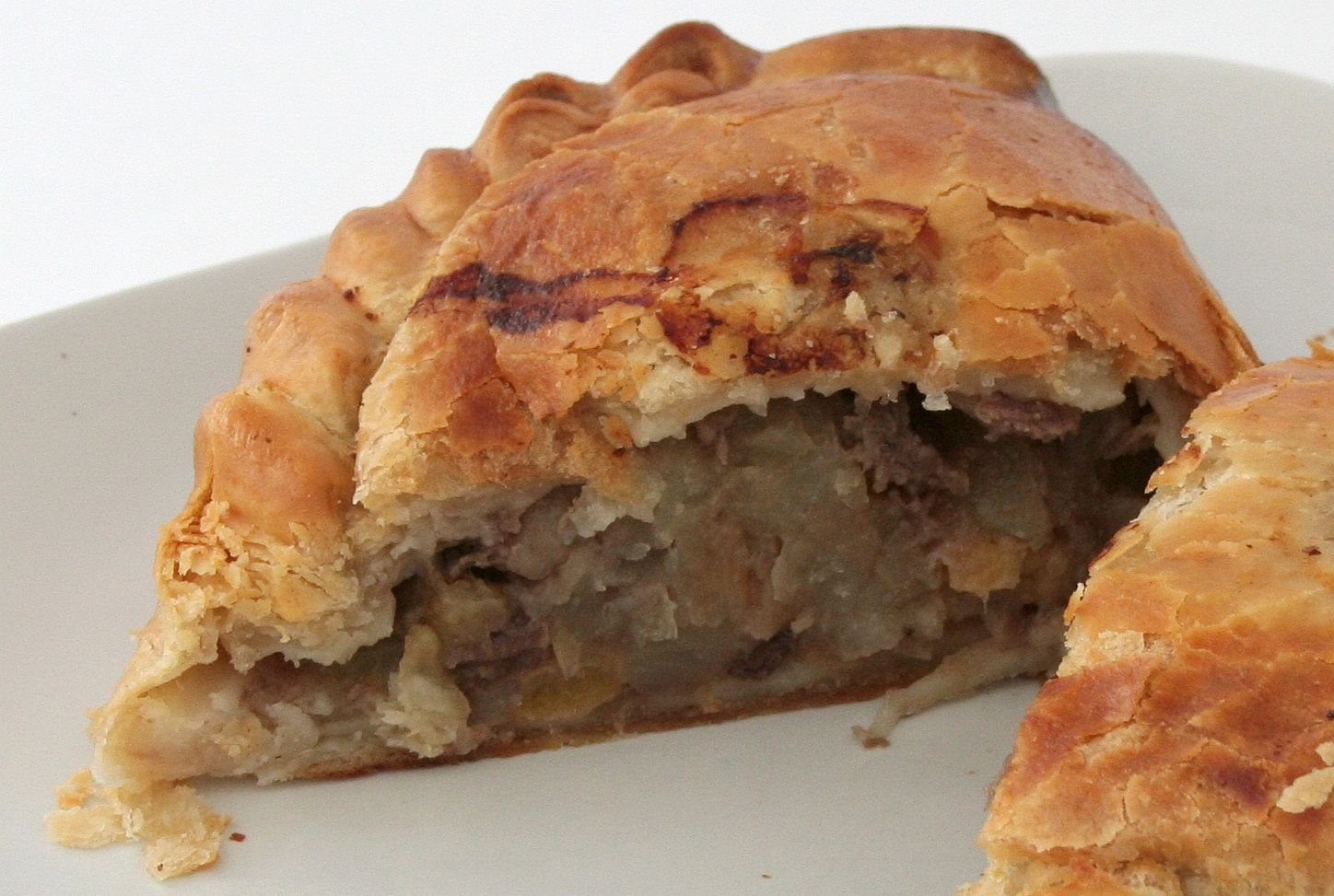
Pasty

Poloostrov obklopený ze tří stran mořem uprostřed úrodných lovišť ryb je zdrojem čerstvých mořských produktů. Největším rybářských přístavem ve Velké Británii je Newlyn. V Padstow provozuje rybí restauraci televizní kuchař Rick Stein. Ve Watergate Bay u Newquay otevíral druhou restauraci Fefteen Jamie Oliver. Šéfkuchař a zakladatel Smiths of Smithfield John Torode v roce 2007 zakoupil Seiners v Perranporthu. Slavná plážová restaurace Porthminster Cafe je v St. Ives, jí podobná Boardroom v baru Blue je v Porthtowanu. Ke slavným místním rybím jídlům se řadí koláč Stargazy, v těstě zapečené ryby včetně hlav a ocasů, kde kousky ryby vykukují z těstové kůrky jako civějící hvězdy (odtud název). Koláč je pečen při tradičních oslavách na večer Toma Bawcocka. Cornwall je však nejznámější díky svým taštičkám, pikantním jídla z pečiva s tukem. Dnešní taštičky obvykle obsahují náplň z hovězích steaků, cibule, brambor, tuřínu se solí a bílým pepřem. Historicky však měly nejrůznější náplně. Např. licky pasty obsahovala většinou pórky a bylinná taštička řeřichu, petržel a šalotku. Lokální označení pro taštičky je „oggies“. Z historie jsou známy i sladké náplně, např. džem, jablka, ostružiny, švestky nebo třešně.
Dalším cornwallským exportním artiklem je hustá smetana, tvořící základ mnoha místních specialit, včetně „fudge“ či zmrzliny. Je chráněna uvnitř EU jako místní produkt. Mezi místní dezerty patří koláč „Saffron“, cornwallský těžký šafránový koláč s kandovaným ovocem a hrozinkami, pouťové cukroví či koláč „Whortleberry“. V pivovaru v St. Austell se vaří nejznámější cornwallské pivo včetně černého.

## Demografie a osídlení

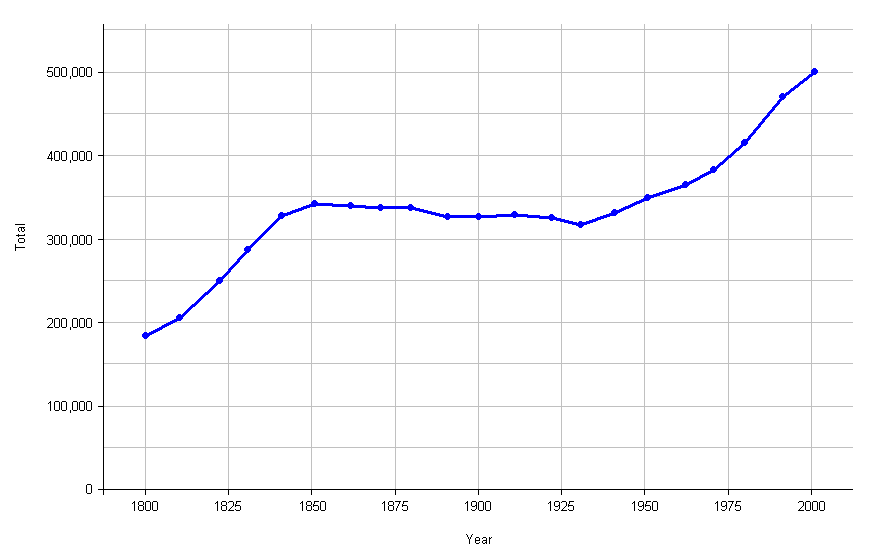
Vývoj populace mezi lety 1800 až 2000

Počet obyvatel Cornwallu je 513.527 s hustotou 144 obyvatel/km². To jej řadí na 40. resp. 41. místo mezi 47 hrabstvími Anglie. Relativně vysoký přírůstek obyvatelstva – 11,2 % v 80. letech a 5,3 % v 90. letech 20. století jej řadí na 5. místo. Přirozený přírůstek zaznamenává malý populační pokles a za zvýšení populace vděčí Cornwall imigraci. Oproti průměrné hodnotě pro Anglii (20,3 %) má Cornwall vysoký počet obyvatel důchodového věku (22,9 %). Důvodem zvýšení popularity může být kombinace cornwallské venkovské a příbřežní geografie zajímavé pro tuto skupinu obyvatel společně s emigrací mladších lidí do ekonomicky příhodnějších oblastí. Cornwall se řadí k šesti keltským oblastem společně s Bretaní, Irskem, ostrovem Man, Skotskem a Walesem. Dle posledního sčítání lidu se ke cornwallskému etniku hlásí méně než 7 % obyvatel.
V Cornwallu je jediné město (city) – Truro. Blízký Falmouth je důležitým přístavem, zatím přístavy v Penzance, nejzápadnějším sídlem Velké Británie, St. Ives a Padstow jsou v úpadku. Na severním břehu jsou slavné pláže u Newquay. Největším městem (town) je St. Austell, středisko průmyslu kaolinu. Redruth a Camborne jsou největší městské území, obě představovaly celosvětová centra báňského průmyslu cínu.
- Bodmin, Boscastle, Botallack, Bude,
- Camborne, Charlestown, Coverack, Crows-an-Wra
- Devoran
- Falmouth, Fowey
- Hayle, Helston
- Launceston, Lelant, Liskeard, Lizard, Looe
- Marazion, Mevagissey, Mousehole
- Newlyn, Newquay, Newtown
- Padstow, Penzance, Polperro, Polruan, Port Isaac, Porthleven, Portloe, Portreath
- Redruth
- St Agnes, St Austell, St Ives, St Just in Penwith, St Mawes
- Truro, Tintagel
- Wadebridge
- Zennor

## Doprava

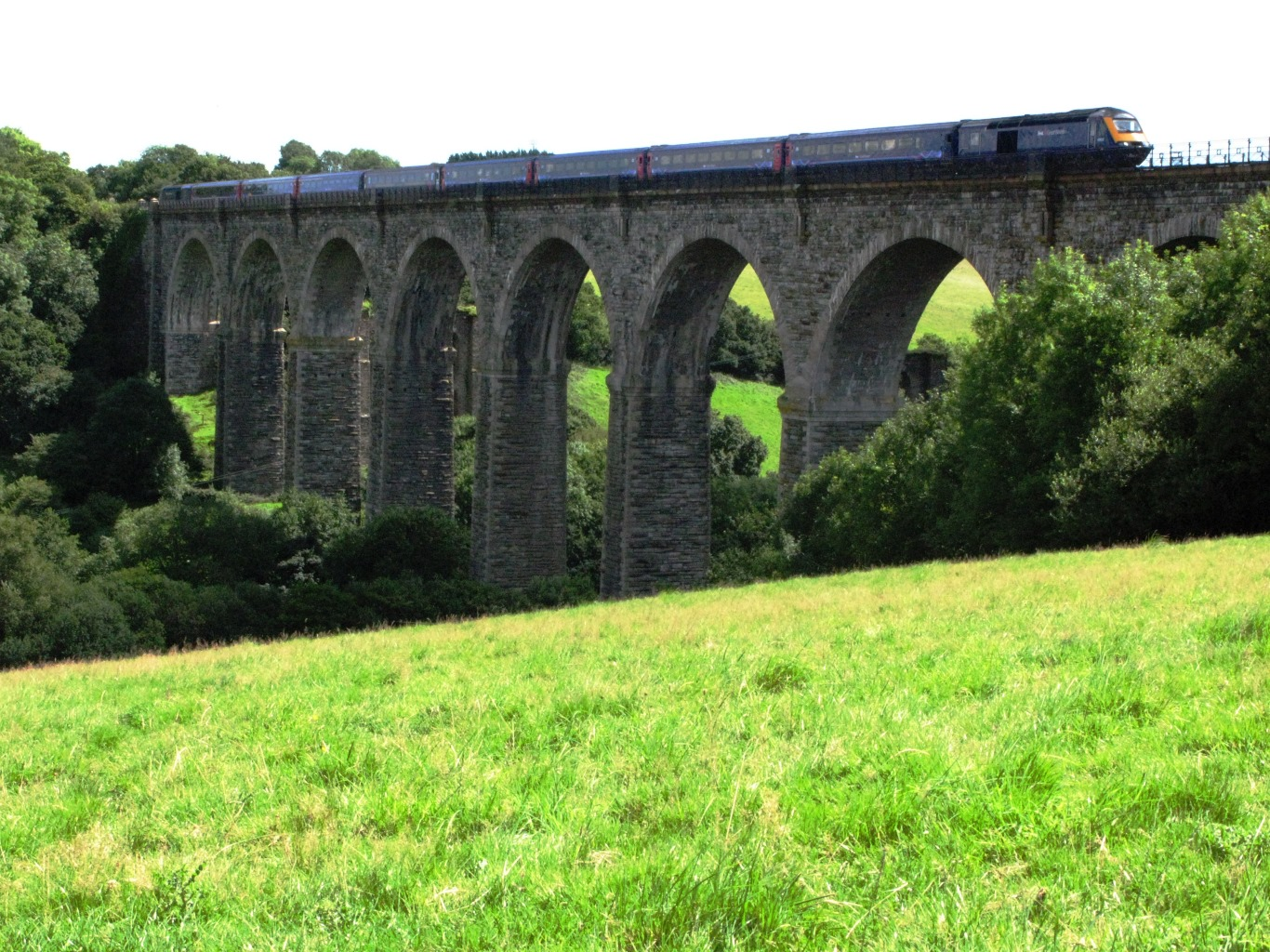
Železniční viadukt na trati Penzance-Londýn

Hranicí s hrabstvím Devon je řeka Tamar. Spojovací trasy se zbytkem Velké Británie jsou silnice A38, překračující řeku Tamar v Plymouthu směrem na Saltash, A39 (Atlantic Highway) z Barnstaple, procházející severním Cornwallem a ústící ve Falmouthu a A30, která překračuje hranici jižně Launcestonu. Trajekt spojuje město Plymouth s Torpointem a Hamoaze.
Železniční most Royal Albert Bridge, postavený v roce 1859 Isambardem Kingdomem Brunelem, poskytuje další významné dopravní spojení. Letiště Newquay sdílí dráhy s RAF St. Mawgan’s a spojuje Cornwall s Velkou Británií a Irskem. Bristolský záliv křižují trajekty z Padstow do Cardiffu a Swansea. Ve Swansea je několik lodních společností pořádajících plavby podél severního cornwallského pobřeží, včetně návštěvy hradu Tintagel a přístavu Padstow. Příležitostně vyplouvají ze Swansea či Bristolu kolesové parníky Waverley a Balmoral směrem do Padstow. Ostrovy Scilly jsou obsluhovány přívozem z Penzance, helikoptérami z heliportu též z Penzance a letadly na letiště u St. Just. Na St. Mary’s se létá z Exeterského mezinárodního letiště v Devonu.